# ایزی استریت
ایزی استریت یا خیابان آرام (به انگلیسی: Easy Street) فیلمی کوتاه و صامت، به کارگردانی چارلی چاپلین با بازی چارلی چاپلین، ادنا پرواینس، جیمز تی. کلی، اریک کمبل و تولید سال ۱۹۱۷ می‌باشد.

## داستان
در موضوع فیلم، افراد شهربانی قادر به کنترل نظم در خیابان نیستند و چارلی چاپلین در نقش ولگرد کوچولو خود، (به‌طوری ناخواسته) پایش به میدان کشیده می‌شود و خیابان را از وجود قلدرها پاک می‌کند. به فقیران کمک می‌کند و زنی را از دست دیوانه‌ای نجات می‌دهد.
لازم است ذکر شود که نام فیلم اشاره به خیابانی است که چارلی به کار گشت‌زنی در آن گمارده شده‌است و چون «نام خاص» است، نباید ترجمه شود.